# .ao
.ao je internetová národní doména nejvyššího řádu pro stát nebo území Angola. Je spravována Fakultou inženýrství Univerzity Agostinho Neto.
Web registru nebyl od roku 2001 modifikován a sestává pouze z jedné stránky v portugalštině a angličtině. Jeden z velmi málo odkazů na stránce odkazuje na dokument Microsoft Word (formát .doc) který je v angličtině a poskytuje pravidla registrace domény ale ty nemusí být vzhledem ke stáří dokumentu aktuální; registrace od subjektů mimo Angolu může být provedena pouze přes subdoménu it.ao. Vyhledávač Google byl první subjekt který používal a používá subdoménu it.ao. Dokument také říká že registrované domény mohou být pouze třetího řádu (přestože vyhledávač Google zobrazuje několik sítí s doménou druhého řádu .ao .